# Maya DiRado
Madeline Jane "Maya" DiRado, född 5 april 1993 i San Francisco, är en amerikansk före detta simmare.
DiRado blev olympisk guldmedaljör på 200 meter ryggsim vid sommarspelen 2016 i Rio de Janeiro. Hon vann ytterligare tre medaljer under spelen, varav ett guld i lagkapp 4x 200 m frisim. Efter OS slutade hon men fortsatte vara aktiv inom simvärlden bland annat som styrelseledamot i det amerikanska simförbundet. 
Före de olympiska spelen 2016 var DiRados främsta merit en silvermedalj i VM 2015 på 400 meter medley.